# Гердъизшор
Гердъизшор (устар. Герд-Из-Шор) — река в России, протекает по территории Приуральского района Ямало-Ненецкого АО. Устье находится в 518 км по правому берегу реки Щучьей. Длина реки — 20 км.

## Данные водного реестра
По данным государственного водного реестра России относится к Нижнеобскому бассейновому округу, водохозяйственный участок реки — Обь от города Салехард и до устья, речной подбассейн реки — бассейны притоков Оби ниже впадения Северной Сосьвы. Речной бассейн реки — (Нижняя) Обь от впадения Иртыша.